# Romeo und Julie
Romeo und Julie (título original en alemán; en español, Romeo y Julieta) es un singspiel en tres actos con música de Georg Benda y libreto en alemán de Friedrich Wilhelm Gotter que se basa en la traducción que hizo Christian Felix Weiße de la obra de Shakespeare Romeo and Juliet.  La ópera se estrenó el 25 de septiembre de 1776 en el Hoftheater de Schloss Friedenstein, Gotha, Alemania.
El libreto de Gotter elimina muchos de los personajes de Shakespeare y la mayor parte de los elementos cómicos de la obra original. Sin embargo, se adhiere a las unidades de tiempo y espacio. El texto de Gotter, también hace de Julieta el personaje más fuerte e importante de la ópera, lo que se refleja aún más en la partitura de Benda. Quizás el cambio más notable que hizo Gotter fue el añadido de un lieto fine. De acuerdo con la tradición operística de la época, Gotter le dio a esta versión de Romeo y Julieta un final feliz.

Esta ópera se representa poco. En las estadísticas de Operabase aparece con sólo 3 representaciones en el período 2005-2010, siendo la más representada de Georg Benda.

## Discografía
- Romeo und Julie con el director Hermann Breuer y la Orquesta Sinfónica de Turingia-Gotha. Reparto: Claudia Taha (Julie), Joachim Keuper (Romeo), Andreas Näck (Capulet), Marisca Mulder (Laura), Theo Pfeifer (Francesco y Pater Lorenzo), y el Coro de Concierto de Gotha. Lanzado el 1 de septiembre de 1998.